# Жабеница (Муреш)
Жабеница (рум. Jabenița) насеље је у Румунији у округу Муреш у општини Соловастру. Oпштина се налази на надморској висини од 394 m.

## Историја
Према државном шематизму православног клира Угарске 1846. године је ту живело 87 породица. При цркви је служио парох поп Давид Поповић.

## Становништво
Према подацима из 2002. године у насељу је живело 1226 становника.

### Попис2002.
| Расподела становништва по националности 2002.‍ | Расподела становништва по националности 2002.‍ | Расподела становништва по националности 2002.‍ | Расподела становништва по националности 2002.‍ | Расподела становништва по националности 2002.‍ |
| --------------------------------------------- | --------------------------------------------- | --------------------------------------------- | --------------------------------------------- | --------------------------------------------- |
|                                               |                                               |                                               |                                               |                                               |
| Румуни                                        | Румуни                                        |                                               | 1.176                                         | 95,9%                                         |
| Мађари                                        | Мађари                                        |                                               | 6                                             | 0,5%                                          |
| Роми                                          | Роми                                          |                                               | 44                                            | 3,6%                                          |